# ルナティック雑技団
『ルナティック雑技団』（ルナティックざつぎだん）は、岡田あーみんによる日本の漫画作品である。『りぼん』（集英社）にて1993年5月号から1994年3月号まで連載された後、翌月から『りぼんオリジナル』に移籍し、1994年4月号から1995年4月号まで連載された。
学校の人気者・天湖森夜（てんこ もりや）の家に下宿することになった少女・星野夢実（ほしの ゆめみ）が、息子を愛するあまりに奇行に走る森夜の母親・ゆり子や、夢実の周囲にいる人々との間に巻き起こる騒動を描いており、作者の岡田は本作品のジャンルをラブコメディとしている。
連載終了後、番外編と称した数作の読み切りが関連誌に掲載され、単行本にはその一部のみが収録されていたが、2015年7月24日に発売された新装版には、未収録だった番外編や読み切りなどが初めて収録された。

## あらすじ
わらび野中学に通う星野夢実は、特異なるカリスマ性の持ち主である同級生の天湖森夜に憧れていた。
ある日、両親が海外に出張することになり、夢実の父親は部下である天湖森夜の父親に依頼し、天湖家に同居させてもらうことになった。憧れの人との生活に胸をときめかせる夢実だったが、天湖森夜をめぐり、天湖家や学園で悪戦苦闘する日々をおくることになる。

## 登場人物

### 主要人物
天湖森夜（てんこ もりや）
この物語の主人公。わらび野中学2年生（3年時のクラスはA組）。
とてつもなく容姿端麗かつ特異なカリスマ性を持つ少年で「孤高の貴公子」と呼ばれる。体中からまばゆいばかりのオーラを発し、その瞳に見つめられれば天湖ビームにより悩殺されるという、特異なるカリスマの持ち主。女子生徒のみならず、男子生徒にも憧れられている。
あまりの美しさに、家族以外の周りの人間は容易には近づくことすら出来ず、このため本人は皆に嫌われていると勘違いしており、動植物だけが友達と思っている。また、ゆり子の特殊な教育のため変わった性格になってしまった。
公式プロフィールによると身長は平均より高め、近視かつ乱視でお月様はUFO襲来に見える。成績優秀（おもに右脳使用の結果）。シャンプー、石鹸は風呂場に置いてある「スーパーマイルド」母愛用の「ばら園ボディーシャンプー」を使用。
彼の名前の由来は、関西方言の「てんこ盛り（大盛り）や」に発想を得て、その発音に詩的な漢字をあてて作られたものである。（イラストつきで『りぼん』に掲載）
星野夢実（ほしの ゆめみ）
わらび野中学2年B組（3年時はC組、1年時はB組）。
森夜に憧れる少女。設定では森夜が主人公であるが、物語は基本的に彼女の視点なので実質的な主人公である。11月7日生まれの蠍座で、身長は156.5センチ、体重は44キロ。バストは78センチ。視力は右1.2、左1.0。好きな色は白とセピア色で、好きな花はかすみ草。慶一の上司の娘。
黒髪をセミロングにした美少女で、ゆり子からは容姿と裕福な生まれと若さを嫉妬され、薫子やゆり子に売り飛ばされて働くことになったタコ部屋の若旦那等から思いを寄せられている。
強い意志の持ち主で、周囲の個性豊かな人物たちに振り回されながらも、森夜を普通の男子中学生にするべく奮闘する。
作中では数少ない常識人で、あらゆるキャラへのツッコミ役を担う。普段はまともな性格だが、稀にゆり子に対し粗暴なセリフをつぶやいたり、森夜への思慕から珍妙な言行を取ることがある。
物語の終盤、海外にいる母親から国際電話で天湖家から親元に来るように言われ、最初は森夜との離れがたさから拒否していたが、自分に思いを寄せながら、思いやりから告白せずに身を引いたルイや森夜のファンの女子達から森夜へのアプローチを止めるように抗議されたが、毅然と反論した薫子の様子を見て自分の未熟さを実感し考えた結果、一度森夜から離れて両親の元で暮らすことを決め、天湖家を後にし海外に旅立つ。
天湖ゆり子（てんこ ゆりこ）
森夜の母。貧乏子沢山（六人兄弟）な家庭の出身であることにコンプレックスを持っており、まだ若く美しく裕福な家庭に生まれた夢実を妬み僻んでいる。
夫曰く「神経が個性的」で、非常に感情の起伏が激しい。息子の森夜を溺愛し、心配するあまり、異常な教育を施したり、エキセントリックな行動に走ることが多々ある。
嫉妬深く、息子（もしくは夫）に近づく女には常軌を逸した執拗な攻撃を加え、また、夫の出張中は気分が高ぶる等、ちょっとした生活の変化で神経がぶっ飛んでしまい、親子心中を計る等その攻撃性は最愛の息子にまで及ぶが、夫が帰ってくると治る。
年齢不詳。外見は「森夜の母親」と周囲（学校の生徒）に納得される程度の品がある美人である。
タイトスカートをよく着ており、「タイトは走りにくい」と言いながら走る。全体的にスリムで細身だが、ウエストだけは太いらしい。
薫子が慶一が勤める会社の取引先の社長令嬢として天湖家での滞在を願い出た際、損得勘定の上、夢実を天湖家の同居人から使用人に格下げして辛く当たり、薫子達と相談してタコ部屋に売り飛ばしたが、慶一の帰宅と共に夫の会社と成金グループの取引が中止になったため、夢実に謝罪し、これまでのことは「悪霊に取り憑かれていた」と言い訳した。
金や権力にはめっぽう弱い一方、夢実にかけた呪いが効いてしまった時には後ろめたさを覚えるあたり、意外な人間らしさも持ち合わせている。
これまでおたふく風邪を患わずに成人したらしく、夢実からうつされて罹患、重篤化し病床で恨みを募らせる。
クラシック音楽を聴き、ドストエフスキー等の名作読書を嗜む一方で俗っぽい一面があり、屋根裏に『ライオン奥様劇画』、『アダルトりぼん』、『レディース』、『女性イレブン』、『プレイガール』、『なつメロ　フォーリーブス』といった雑誌を隠していた。
近所の奥様達とフラメンコを習っている。『百万本のバラ』という歌が好き。
夢実が天湖家を出て海外に渡った際は空港で大喜びで見送り、連載終了後の読み切りで夢実から送ら森夜宛に送られて来る手紙は勝手に捨て、2人の交流を妨害していることが描かれている。
天湖慶一（てんこ けいいち）
森夜の父であり、夢実の父の部下。比較的まともな性格であるが、少しとぼけている。また、温厚で何があっても落ち着いている。実家が元華族。メガネを外すと美中年。老けているが、まだ40歳前。趣味はカルタ、好きな作家は井上靖。
成金家が天湖家に滞在していた際、天神橋6丁目に一週間ほど出張に行った。
若い頃から美男子で女性にモテており、ゆり子と結婚してもしばらくはモテまくっていたため、ゆり子の指示でメガネをかけ、ヒゲを生やすようになった。
愛咲ルイ（あいざき ルイ）
わらび野中学2年生（3年時のクラスはD組）。
わらび野中学のアイドル。黒髪で左目が前髪で隠れた『ルイカット』という独特の髪型をしており、校内の生徒間で流行らせている。学校のアイドルクラブに所属しており、クラブのスタッフを引き連れて校内や公園でコンサートを行っている。7月7日生まれ。靴のサイズは25センチ。フリーダムでアナーキーな妄想をする癖があり、極度のナルシストで珍妙な行動をすることが多い。女子からの人気は高いが、森夜には敵わないため、森夜を一方的にライバル視している。なお、森夜に唯一勝てることは競歩。
アイドル活動はスプリングコンサート（公園）、若葉のささやきコンサート（校庭）、朝礼のマイクテストを兼ねたミニコンサート（朝礼台）のほか、校内放送でのラジオ番組や、チャリティコンサートも行っている。意外にも成績は優秀で、テストは10位以内をキープしている。また、運動神経も良く、初登場時はテニスの腕を披露している。ギャグ顔になることが多く、森夜の陰に隠れがちだが校内に多くの女性ファンがいるだけあり美形でもある。
夢実に思いを寄せていたが、自分の片思いであり、夢実は森夜に思いを寄せていることを知ると身を引いて夢実の背を押した。精神的に脆いところがあり、夢実が海外に転校した後、一時はチョコリキュール中毒に陥っていたが、森夜が薫子の船上での誕生日パーティーに出席する情報を知ると森夜に意見するべく奮起し、成金家の船上パーティー会場にアイドルクラブのメンバー達と乗り込む。異常なナルシシズムの持ち主でつねに人の目と自身の人気を気にしているが、意外と気が小さく、緊張したりテンパった時は関西弁になり卑屈になる。
また、アイドルとして振舞っていない時は常識があり、読み切りで木炭粉を探す薫子に的確な収納場所を教えている。祖父がフランス人のクォーター。こいつら100%伝説に登場する危脳丸の子孫。家族は「アート戦士」を自称し、歌手や画家のいる芸術一家で3人兄弟の次男。
フランス人の祖父は日本建築に魅了され、現場監督として働いている。家族が世間から見て変わり者であることは自覚しているらしく、夢実を自宅に招いた際、窓から庭で空き缶付きの三輪自転車に乗った祖父を目撃した夢実から、祖父を「怪しい人」呼ばわりされ自分との関係を問われたが、別の窓から迎えに来た森夜を確認するように示唆し、誤魔化した。
下着は普段はTバックを愛用しているが、オフの日はシルクトランクスを穿く習慣があり、兄レイのバイクに補助輪を付け、無免許で乗り回す事がある。名前の由来は、作家の学生時代にアイドルだったあいざき進也と太川陽介の歌った「ルイルイ」を混ぜ合わせたものである。
成金薫子（なりがね かおるこ）
わらび野中学2年生（3年時のクラスはB組）。森夜を慕う、お金持ちのお嬢様。わがままな性格だが、森夜への想いに一途で健気な一面もある。
森夜のことを「天湖さま」と呼ぶ。夢実とは恋のライバル。
財力に物を言わせたり配下の白服を利用して森夜に近付こうとするが、大抵は素直になれず心にもないことを言ってしまう。
一時、慶一の会社の取引先の社長令嬢としてゆり子に夢実を追い出して自分を天湖家に滞在させる話を持ち掛け、夫の昇進を望むゆり子と利害の一致から共謀して夢実を追い出そうとするが、出ていくことを拒んだ夢実を追放しない代わりに召使身分に落とす。夢実をタコ部屋に売り、森夜と引き離すことを画策したが、結局父の不正により、慶一の会社と父が経営する成金グループ間の取引は停止してしまい、慶一の会社とは関係が消え、天湖家に与える利潤もなくなり、天湖家を去った。
ドクターXを雇って森夜に他の女子を近付けない目的でボディーガードに付けるが、ドクターXが森夜に思いを寄せるようになってしまい、自分で恋敵を増やしてしまった。
普段、使用人達の前等では強気に振る舞っているが、両親が多忙で家にいないことが多く、実は寂しい思いをしており、幼少の頃から旧知の仲で教育係の茂吉には森夜へのアプローチを相談したり、一般男性としての意見を尋ねる等、素直で年相応な一面を見せる。
わらび野中学3年B組。ワガママな一面しか知らない他の生徒（特に女子）からは「成金娘（なりきんむすめ）」と呼ばれて嫌われており、本人も熟知している上に意外と気にしている。
ロングヘアが特徴のスレンダーな美少女だが、貧乳が悩み。黒川によれば中学3年の時点で初潮はまだ来ていない。以上のことを黒川が森夜に吐露したのを隣の教室から察知し、両手に刃物を持って制裁に行った。
動揺すると失禁することがあり、夢実に飼い犬をけしかけた際、森夜が夢実を助けて一緒に木に登り、密着した状態の2人を見たショックでその場にいた森夜、夢実、使用人達の目の前で失禁してしまい、一時的に森夜や夢実に絡むのを自粛していた。
連載終盤ではで森夜とは友人になり緊張と羞恥から心にない言行を取らずとも素直に会話ができるようになり、夢実にライバル心は抱き続けるが、以前のように強引に森夜から引き離そうとしたり、攻撃するのは止めた。読み切りで森夜を成金家の船上パーティーに招待している。船内で森夜に木炭粉を持ってくるよう頼まれた際、置き場所が分からず慌てふためく等お嬢様育ちで世間知らずな一面が描かれている。
チーコとの対決時に「札束ビンタ」「手裏剣ゴールドカード」という技を披露する。

### わらび野中学
校長
わらび野中学に赴任してきたばかりの校長。口ヒゲを生やしている。ルイの奇行で事件・事故が起きないか常に肝を冷やしている。
天森胡液（読み方不明）
森夜と名前が似ている。わらび野中学美術教師。43歳。口ヒゲを生やし、長髪でパーマをかけている。
ある事が原因で、美術教師にもかかわらず絵が描けなくなってしまった。
天湖家の隣町に住む。妻と、少なくとも2人の子供がいる。
先述のとおり森夜と名前が似ているため、自宅に夢実の手紙が誤配された。
ゴロミ
本名は豊川ゴロミ。13歳。アイドルクラブに所属しているルイの後輩。
パーマをかけており、若干タレ目。本人にその自覚はないが、無意識のうちにルイに反抗的な発言や態度をとることがある。一度、天湖森夜からカリスマ凝視である「天湖ビーム」を喰らって精神に異常をきたすが、ルイに支えてもらった事をきっかけに、森夜よりもルイを慕う数少ない人物となる。 ただしドジな性質で、ルイの足を引っ張る事が多い。
チーコ
森夜のファンの女子生徒。そばかす顔でヘアバンドを付けている。酒乱の父を持つ苦労人で、父は酒さえ飲まなければ腕の良い大工。
薫子との対決時に「借用書2枚カミソリ」「ローン雪だるま切り」「内職傘はり地獄」という技を披露する。
山本めぐみ
2年B組に在籍。ルイの校内放送番組・『ダイナマイト・バーボン』で『アイドルの伝説』をリクエストした。

### 成金家
黒川（くろかわ）
成金家の使用人を務める男性。薫子の専属執事で 成金家の使用人達を束ね、指揮を執っている。フルネームは黒川春明（くろかわ しゅんめい）。年齢不明。好きなタレントは細川ふみえ。特技はダイヤの鑑定、趣味は手品。作中では触れられていないが、親の仕事の都合で4歳まで台湾に住んでいたという設定がある。こいつら100%伝説の極丸の子孫。
黒髪をオールバックにして口髭を生やし、片眼鏡をかけている。ゆり子から森夜のボディガードを依頼された。話がうまく、初対面の女の子とすぐなかよくなれる。
表面上は紳士的な物腰だが、その発言内容は大抵下ネタかボケであり、主人である薫子に対しても容赦なく慇懃無礼な発言を連発する。ただし、ごく稀にまともなことを言うこともある。茂吉が薫子から夢実を庇った事で彼女から彼の制裁を命じられた際、それを拒否して助けたと思われる行動もある。
薫子に対し、森夜になりすまして抱きしめる、薫子の部屋に勝手に忍び込んで、就寝しているベッドに忍び込み寝ぼけて抱き着いてきた薫子の額にキスする、薫子が船上パーティーで着るドレス選びの際、着替えを背後から観て鏡の前で貧乳を気にする様子を匿名ではあったが、白服たちにモノマネ付きで話し談笑のネタにする等のセクハラをしてはその度に薫子の怒りを買い、花瓶で頭を殴られる他、手榴弾や銃を使用した苛烈な制裁を受けている。
グリーンベレーやKGB工作員、ルーマニアの秘密警察と関わりがあったなどの噂がある。体術や武器の扱いに長けている描写がある。競馬を嗜んでいる。
上記の他に薫子の父、成金サギ男と契約した悪魔の正体であるという類の違う噂も流れている。成金家当主の座を狙っているような言行を取る。
過去には妻子がいたが離婚しており、そのことを後悔している。休日はラクダの上下下着で過ごし、ビールはキリンが好みで、酒の肴はカツオの炭火焼きが好きである。喫煙者で「スナック純」という店のライターを使用。
茂吉（もきち）
成金家に仕える心優しき美青年。18歳。7月19日生まれのかに座。A型。長く癖のある髪を後ろで束ねている。薫子の教育係をしており、3歳の時に成金家に拾われた。
始業時間前、毎朝教室で薫子の髪にブラシを掛けたり、身支度を整えている。
本作には珍しいまともなキャラで、森夜を想う薫子に助言をしたり、彼女の夢実に対する度を越した行為を咎める事もある。
ミスターX
幼いころから英才教育を受け、政界マフィア軍事施設など、あらゆる闇の情報をかき集めた人物。薫子から森夜のボディガードを依頼される。薫子のことは、そもそもはイエローモンキーと言い嫌っている。
どんなことにも動揺しないはがねの精神を持ち、マフィアの脅しにもゲシュタポの拷問にもビクともしなかったが、一目で森夜のカリスマ性に骨抜きにされた。
以来、森夜に同性愛的な思いを寄せており、森夜のことは「モーリィ」と呼ぶ。
背中まである程の長髪と長身が特徴な年齢不詳の美男子。森夜と歩いているシーンでは森夜と比べてもかなりの長身であることがわかる。
後にわらび野中学3年A組に書類操作をして転校生として入学する。
　しかし、遠足で夢実と森夜が事故でキスしてしまった際、語られずとも森夜に女性の影を感じ取り、ショックを受けて以降失踪した。
後に読み切りの薫子の船上での誕生日パーティーにて変装した姿で再登場する。
成金サギ男（なりがね サギお）
薫子の父で成金グループの会長。あくどい商売する冷血漢。薫子からは「パパ」と呼ばれている。
ハゲ頭でメガネをかけており、ニコニコしているが、目は笑っていない。黒川によれば「もみ手で指紋を消した男」。船上での誕生日パーティーで薫子が森夜に思いを寄せていることを知ると森夜に札束を渡し娘と肉体関係を持つように頼み、それに激怒した薫子から平手打ちで制裁され、罵声を浴びせられた。薫子は資産のある高齢の男性と結婚させるつもりでいる。
ホルモン館というランジェリーパブの常連客で会員番号は「504」。シェリーという店員がお気に入り。
海賊グループに船を乗っ取られた際、真っ先に妻とテーブルクロスの中に隠れていたが見つかり、2千円の賄賂、もしくは自分の妻を差し出して自分だけは助かることを試みるが、受取りを拒否され失敗に終わる。
悪魔と契約しており不死身。暗号を白状しなかったためボスに銃で撃たれた後、魂を椅子に移した状態で黒川に指示していた。体に魂を戻せば蘇生できる。
薫子の客をまともにもてなさない事から、娘からは妻と揃って「バカ夫婦」と評されている。
薫子の母
水晶玉占いでサギ男の商売の助言をする。薫子からは「ママ」と呼ばれている。顔は薫子と似ておりスレンダーな美人。ピエール三教授という謎の人形使いを従えている。「友達」を貧乏くさい言葉と考えている。薫子に紹介された森夜を気に入り、ピエール三教授に頼んで自分だけの人形にしようとした。
サギ男が海賊グループ団員から助かるための賄賂として差し出されそうになった際、さすがに夫を鬼呼ばわりして非難した。
白服
成金家に仕える従業員。皆、白い帽子にサングラス、白いスーツという風貌。大体2名以上で登場する。

### 愛咲家
ルイの家族。「アート戦士」を自称する一家。ルイ同様にパフォーマンスによる感情表現が激しい。
ルイの祖父
フランス人。額の禿げ上がった長髪で、ヒゲも胸の辺りまで長く伸ばしている。空き缶の付いた三輪車に乗る。大体一言だけのフランス語を話す。日本建築に魅了され、現場監督として働いている。
ルイの祖母
地下室で眠っていたが世の中のにごった空気のニオイで目覚めた。体が柔らかい。
愛咲レイ（あいさき レイ）
ルイの兄で、明るい色の前髪で左目が隠れた長髪。医師を思わせる額帯鏡、聴診器を装着している美形。バイクを所持しており、普通二輪車以上の運転免許が取得できる年齢。所持バイクにルイが勝手に補助輪を付け、無免許運転されたことがある。アイドルをやめたがっていたルイの頬に張り手を食らわせて叱っており、ルイに厳しい。
ルイの母
歌手らしくドレスを着て片手にタンバリンを持って登場。明るい色で段のあるロングヘアの美人。シャンソンのコンサートを行っている。
ルイの父
口ヒゲを生やしており、長髪。
愛咲ロイ（あいさき ロイ）
ルイの弟。3人兄弟の末っ子。幼く、病弱である。髪型はルイに似せているが、前髪で目が隠れていない。ルイを「ルイお兄ちゃま」と呼んで慕う。可愛らしく大人しい少年だが、入眠前のパフォーマンスは見たルイが臨終と誤解する程大げさであり、愛咲家の人間らしさを見せる。

### 海賊グループ
ボス
薫子の船上で行われた誕生日パーティーで海賊を企てたボス。船内の「ある宝」を狙っていた。その正体は変装したミスターX。
ピエトロ
ロリコン。薫子は好みだった。森夜を助けに来た薫子に撃退される。
ミッシェル
メガネをかけ、長髪で髪をくくっている。暗号解読を担当する。
ゴンザレス
酒を飲んでデッキの見張りをしていた。
ゴルシア
バンダナをしている。
ガビゼル
スキンヘッドで屈強そうな男。
ガブリエル
長髪でメガネをかけている。

### 森夜の人間以外の友人
小鳥
森夜と仲のいい小鳥達。斉藤くんはちょっといかり肩。柳沢くんは内股。木下くんは目付きの鋭い番長。山本くん（さん）は夢実が森夜を脅した時に使われた。
植物
森夜と親しい植物たち。村田くんは外観はアンスリウムの形をしている。有田くんは外観はオオバジャノヒゲの形をしている。

### その他の登場人物
夢実の両親
父はヒゲを生やし、メガネをかけている。母の髪型はショートカット。一コマだけ登場した。
男子生徒
夢実が森夜の家に下宿している事を知った薫子が彼女への嫌がらせの為に連れてきた男子生徒。薫子は夢実に「森夜の家を出て行かなければ、彼とキスをさせる」と脅迫した。美少女の夢実とキスが出来る上に薫子からお金が貰えるので口で否定しつつも本人は乗り気だった。坊主頭。
薫子の行動を言葉で咎める事は多いが、相手を手助けする事は少ない茂吉が夢実を庇うほどブサイクな容姿をしている（薫子に「あまりにむごすぎます」と進言している）。茂吉に対する制裁を命じられた黒川から彼の代わりに「野ブタ」呼ばわりされて制裁を受ける。
制服マニアの二人組
2人共屈強な体格をしており、1人は色黒サングラスでモヒカン。もう1人はスキンヘッドで細い眉毛が繋がっており、鼻毛が出ていて顎髭があるという風貌。夢実を隠れ家に連れて行き女子校の制服を着がえさせようとした。
厳つい風貌であるが、更衣室で着替えさせるなど、紳士であることを自負している。
夢実を救出に来た森夜のオーラとビームにやられて謝罪し逃走する。
木の葉の家駅の酔っぱらい
森夜が逃走するために突き飛ばした中年男性。スキンヘッドにねじり鉢巻で地下足袋を履き一升瓶を持っている。酔っ払っており、成金家の配下の白服に絡んでいた。
木の葉の家駅の駅員
細目で頬が痩けている。窓口付近でトラブルが発生していたが、冷静に森夜の回数券に判をついた。
電車内の謎の人物
電車の座席で大きな布のようなものをかぶって隠れていた。黒服で、継ぎ接ぎのあるスーツケースを持っている。
「原稿ほったらかしてどこにげやがったんだ　あんにゃろー」とメガネをかけた人物に追われていた。
若旦那
タコ部屋で働いていた夢実に求婚した男。タコ部屋の最高責任者の息子と思われる。容姿はおかっぱに細いヒゲ。デザイナーを目指している。夢実をミラノに連れて行こうとしていた。
スポーツウエアのミスノ
ルイのスポンサーになろうとルイのスタッフに交渉するが、何かが間違っていると葛藤する。
カバンのミツヤ
ルイのスポンサーになろうとルイのスタッフに交渉するが、もうカバンは決まっていたため断られる。
スナックZのマスター
口ヒゲを生やした中年男性。ニット帽を被ってエプロンを着ている。ある事で落ち込んでいたルイをギターで慰める。ギターは左利き。スナック店内には本作のコミックス2巻のポスターが貼ってある。